# Kinderheim St. Maria Ingerkingen
Das Kinderheim St. Maria Ingerkingen, ehemals Kinderasyl Ingerkingen – Pflege- und Bewahranstalt für Schwachsinnige, Epileptische und unheilbar Kranke ist ein Kinderheim in Ingerkingen, Gemeinde Schemmerhofen im Landkreis Biberach. Heute ist es eine Wohn- und Fördereinrichtung der St.-Elisabeth-Stiftung, Bad Waldsee.

## Geschichte
Die Einrichtung wurde 1912 von Franziskanerinnen als eine Außenstelle von Heggbach gegründet. 1914 lebten in der Einrichtung 79 Kinder. 
Im Rahmen der Aktion T4 wurden 1940 insgesamt 72 Kinder, Jugendliche und junge Erwachsene in die Tötungsanstalt Grafeneck verbracht und dort ermordet. Die Transporte erfolgten am 11. September, am 1. und 30. Oktober 1940. Nur drei gerettete Kinder verblieben, ferner hatte es für elf Kinder angeblich keine Meldebögen gegeben. Zu ihnen kamen 35 Kinder aus Rosenharz. Am 13. und 14. Februar 1941 kamen diese Kinder zur weiteren Pflege nach Heggbach. Das Haus wurde anschließend als Unterkunft der Kinderlandverschickung genutzt.
Am 8. August 1945 wurden 50 Kinder von Heggbach nach Ingerkingen gebracht.
2016 wurden die Pläne für Neubauten vorgestellt.